# Johannes Franck
Ne doit pas être confondu avec Johannes Frank.
Johannes Franck (ou Johan Franckenius, né le 25 janvier 1590 à Stockholm et décédé le 16 octobre 1661 à Uppsala) était un botaniste et professeur suédois, recteur de l'Université d'Uppsala.

## Biographie

### Les premières années
Le père de Johannes, Mattias Franck, était citoyen de Stockholm et sa mère Anna Rostorpia native de Mecklembourg (Allemagne). Franck a d'abord étudié pendant sept ans à l'école de Stockholm, mais à cause de la peste, la famille doit déménager à Falun, dans le centre de la Suède. Johannes Franck est envoyé dans une "trivial school" de Rostock (Allemagne), où il reste pendant sept ans tout en vivant avec des parents du côté de sa mère.

### Études supérieures
En 1610, il s'inscrit à l'Université de Rostock, mais après deux ans d'études là-bas, il fut rappelé par ses parents à Falun. Pendant encore deux ans, étudiant en Suède, il reçoit l'enseignement de Casper Fidlerus, qui était par ailleurs l'archiviste de Charles IX (roi de Suède). Il retourne ensuite en Allemagne où il fréquente les universités de Königsberg et de Greifswald. Lorsque son père meurt, en 1617, il dut à nouveau retourner en Suède. Grâce aux recommandations d'Olof Bure (sv), Franck reçut une bourse royale et put ainsi terminer ses études à l'étranger (en effet, il n'y avait pas encore de formation médicale en Suède). Il retourne en Allemagne pour la troisième fois, écrit et publie un livre en 1618, Signatur, est promu maître de philosophie et retourne, en 1622, dans une Suède ravagée par la peste.
Cette épidémie avait contraint l'Université d'Uppsala limiter ses enseignements, néanmoins Franck s'y rend encore et soutient sa thèse en 1623.

### Le professorat
En 1624, deux chaires de médecine furent créées. Franck est nommé professeur régulier suppléant ; quatre ans plus tard il devient professeur titulaire, en botanique et anatomie. Il fut recteur de l'université en 1630, 1636 et 1642.
En tant que professeur de médecine, Francke concentre son enseignement principalement sur la botanique aux dépens de l'anatomie. De fait, l'enseignement de l'anatomie a longtemps été négligé à Uppsala. Il avait l'habitude de terminer les mémoires qui lui étaient présentés par quelques commentaires sur l'alchimie, l'astronomie et la physique.
En 1661, il démissionna de son poste de professeur pour des raisons de santé et meurt la même année.

### Vie familiale
En 1629 Franck épouse la veuve du directeur d'école Laurentius Wallerius dont il eut deux fils et quatre filles. Les fils émigrent aux Indes orientales et meurent hors de Suède. Trois des filles meurent en bas âge. La fille Lisken Franck fut fiancée à un homme qui la trompa et lui prit son héritage ; elle en fut réduite à vivre des dons de grâce des professeurs.

## Œuvre scientifique
Primus e Suecis in botanicis Clarus (le premier botaniste de premier plan en Suède) était le qualificatif de Frankenius de Linnaeus dans sa Flora Lapponica.
Son livre Signatur de 1618 était déjà un livre de botanique, basé sur les principes de la "théorie des signatures". Inspiré des auteurs de "magie naturelle" - principalement della Porta et Paracelse - où Frankenius décrit toutes les herbes connues par certaines propriétés ou « signatures » censées indiquer les maladies qu'elles pouvaient guérir.
C'est en 1638 que Frankenius publie le premier ouvrage botanique majeur en Suède Speculum botanicum référençant environ 380 espèces. En 1659 suit une édition considérablement élargie, Speculum botanicum renovatum, qui référençait environ 480 espèces.
Ces œuvres sont importantes car ce sont les plus anciennes flores de Suède écrites par un véritable botaniste, qui non seulement suit la tradition médiévale des livres traitant d'herbes médicinales, mais montre quelles plantes étaient connues dans le pays pendant la première moitié du XVIIe siècle, considérées comme suffisamment importantes pour devoir être mentionnées. Les espèces y sont classées par les noms latins du moment, c'est-à-dire avant la systématisation de Linné, ce qui signifie qu'une seule et même espèce pouvait, à l'époque, avoir plusieurs noms latins.
Par exemple l'ouvrage de Mats Rydén précise qu'une même plante peut avoir six noms latins différents.
Franckenius répertorie également jusqu'à dix noms suédois différents pour la même espèce dont beaucoup sont encore utilisés. Rydén nomme les espèces avec la nomenclature scientifique (28e édition) préconisée par Krok-Almquist (sv).

## Hommage posthume
En 1753 Linné crée le nom de genre Frankenia, dont découle la famille des Frankeniaceae, en hommage à Johannes Franck.

## Sources
- (sv) Johan G. Acrel, Tal om Läkare vetenskapens grundläggning (Discours sur les fondements de la science médicale), ~1923, p. 71 et suiv.

Réeéd. Nabu Press, 2011, 184 pages,  (ISBN 978-1-1790-1605-4)